# روژه اسکوتی
روژه اسکوتی (فرانسوی: Roger Scotti‎؛ ۲۹ ژوئیه ۱۹۲۵ – ۱۲ دسامبر ۲۰۰۱) بازیکن فوتبال اهل فرانسه بود.
از باشگاه‌هایی که در آن بازی کرده‌است می‌توان به باشگاه فوتبال المپیک مارسی اشاره کرد.
وی همچنین در تیم ملی فوتبال فرانسه بازی کرده‌است.